# Cadwaladr ap Gruffydd
Cadwaladr ap Gruffydd (c. 1100-1172) era el tercer hijo de Gruffudd ap Cynan de Gwynedd y hermano de Owain Gwynedd.

## Aparición en la historia
Cadwaladr aparece por vez primera en los registros históricos en 1136, cuándo tras el asesinato del señor de Ceredigion, Richard Fitz Gilbert de Clare,  acompañó a su hermano Owain Gwynedd en una invasión de Ceredigion. Capturaron cinco castillos en el del norte de Ceredigion y posteriormente ese mismo año lanzaron una segunda invasión, infligiendo una severa derrota a los Normandos en la Batalla de Crug Mawr, justo a las afueras de Cardigan. En 1137 capturaron Carmarthen. Cadwaladr se casó posteriormente con la hija de Richard, Alice de Clare (Adelize) de Clare y tuvo descendencia con ella.
Gruffudd ap Cynan murió en 1137 y fue sucedido por Owain Gwynedd, el mayor de sus hijos supervivientes. Cadwaladr recibió tierras en el norte de Ceredigion. Se unió después a Ranulph, Conde de Chester en el ataque a Lincoln en 1141, cuándo Esteban de Inglaterra fue tomado prisionero. Esta alianza estaba relacionada posiblemente con el matrimonio entre Cadwaladr y Alice de Clare.
En 1143 homobre de Cadwaladr mataron a Anarawd ap Gruffydd de Deheubarth de forma traicionera, aparentemente siguiendo órdenes de Cadwaladr. Owain Gwynedd respondió enviando a su hijo Hywel ab Owain Gwynedd para privar a Cadwaladr de sus tierras en Ceredigion. Cadwaladr huyó a Irlanda donde contrató una flota a Óttar el rey Hiberno-nórdico de Dublín y desembarcó en Abermenai en 1144 en un intento de forzar a Owain a devolverle sus tierras. Cadwaladr aparentemente abandonó o huyó de sus aliados e hizo las paces con su hermano, que obligó a los dublineses a marchar.
En 1147 Hywel ab Owain Gwynedd y su hermano Cynan expulsaron a Cadwaladr de sus tierras en Meirionnydd. Una posterior disputa con su hermano Owain obligó a Cadwaladr a exiliarse en Inglaterra, donde Enrique II más tarde le dio tierras en Hess, Shropshire.

## Época de Enrique II
Cuándo Enrique II invadió Gwynedd en 1157 los términos del acuerdo de paz entre él y Owain Gwynedd incluían la estipulación de que se le debían devolver sus tierras a Cadwaladr. A partir de entonces, Cadwaladr tuvo cuidado en cooperar estrechamente con su hermano, ayudándole a capturar los castillos de Rhuddlan y Prestatyn en 1167.
Cadwaladr sobrevivió a su hermano dos años, muriendo en 1172. Esté enterrado junto a Owain en la catedral de Bangor.

## Descendencia
Cadwaladr tuvo siete hijos con tres mujeres diferentes.
Con su primera esposa Gwerfel ferch Gwrgan,  tuvo:
- Cadfan ap Cadwaladr

Con su segunda mujer Alice de Clare,  tuvo:
- Cunedda ap Cadwaladr
- Rhicert ap Cadwaladr
- Ralph ap Cadwaladr

Con su tercera mujer Tangwystl,  tuvo:
- Cadwgan ap Cadwaladr
- Maredudd ap Cadwaladr
- Cadwallon ap Cadwaladr

## Ficción
El intento de Cadwaladr de recuperar sus tierras con la ayuda de una flota danesa en 1144 constituye el trasfondo de la novela Verano de los Daneses de Ellis Peters, dentro de la serie del Hermano Cadfael.
También aparece en la serie de libros de Sarah Woodbury 'Gareth y Gwen Medieva Mystery Seriesl'.